# ۲۳ رمضان
۲۳ رمضان، بیست‌وسومین روز ماه رمضان در تقویم هجری قمری است. شیعیان معتقدند شب قدر ممکن است در این روز باشد.
در تقویم هجری قمری قراردادی این روز دویست و پنجاه و نهمین روز سال است.

## زادروز

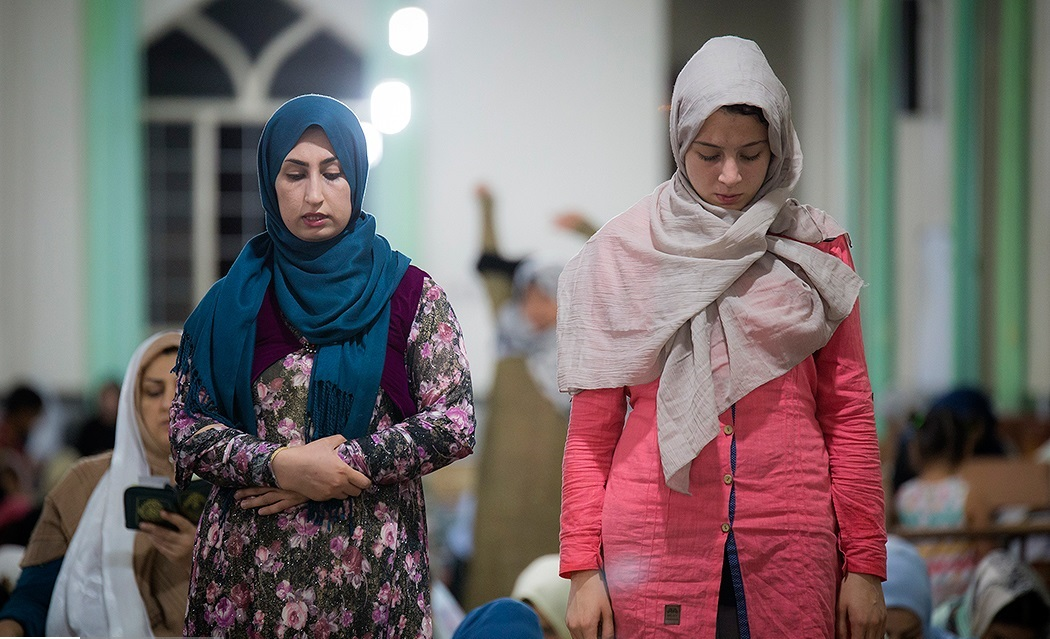
۲۳ رمضان ۱۴۳۸ قمری (۲۸ خرداد ۱۳۹۶)، ایران، سنندج: مراسم شب احیا و شب زنده‌داری و عبادت در کل کشور برپا می‌شود.

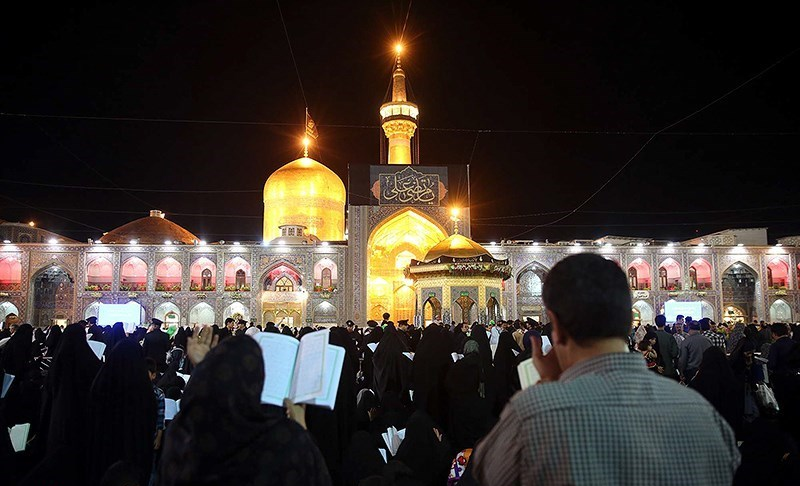
۲۳ رمضان ۱۴۳۸ قمری (۲۸ خرداد ۱۳۹۶)، ایران، مشهد، حرم امام رضا: بین ایرانیان رسم است که در این روز به مکان‌های مذهبی رفته و تا صبحدم عبادت کنند.

- ۲۲۰ قمری - احمد بن طولون، بنیانگذار دودمان طولونیان که بین سالهای ۸۶۸ تا ۹۰۵ میلادی بر مصر و شام حکومت می‌کرد[۱][۲]

## درگذشت‌ها
- ۲۴۷ قمری -  احمد بن عیسی بن زید،[۳] از نوادگان زید بن علی و از علویان بنام اوایل خلافت عباسی و یکی از عالمان مشهور مکتب زیدیه[۴][۵]
- ۵۳۹ قمری - فاطمه بغدادیه، محدث عراقی که بیشتر عمرش را در اصفهان زیست[۶][۷]
- ۱۳۸۴ قمری - جواد فومنی حائری،[۸][۹][۱۰] آیت‌الله ایرانی، عالم شیعی و مُبارز انقلابی[۱۱][۱۲]

## رویدادها
- ۴۹۱ قمری - اِشغال بیت‌المقدس توسط صلیبیان[۱۳][۱۴][۱۵]
- ۱۲۵۴ قمری - پایان نگارش کتاب فقهی ارزشمند «جواهرالکلام»[۱۶] توسط محمدحسن نجفی[۱۷][۱۸]
- ۱۲۶۱ قمری - پایان نگارش «منظومه»،[۱۹][۲۰] کتاب جامع فلسفه اسلامی توسط ملا هادی سبزواری[۲۱][۲۲]
- ۱۳۹۲ قمری - پایان نگارش کتاب تفسیر قرآن باارزش المیزان توسط سید محمدحسین طباطبایی[۱۸][۲۳][۲۴]
- روز نزول قرآن، کتاب مقدس اسلام (محتمل‌تر، بنا بر روایات)[۲۵][۲۶][۲۷][۲۸][۲۹][۳۰]

## مناسبت‌ها
- سومین شب از شبهای قدر و مهمترین آن‌ها بنا بر باور شیعیان، برگزاری مراسم موسوم به شب احیا در سرتاسر ایران[۳۱][۳۲][۳۳][۳۴]